# Contea di Dao
La contea di Dao (道县S, Dào XiànP) è una contea della Cina, situata nella provincia di Hunan e amministrata dalla prefettura di Yongzhou.